# مايكل أنتونسون
مايكل أنتونسون (بالسويدية: Mikael Antonsson) (مواليد 31 مايو 1981 في سيلهوفدا، السويد) لاعب كرة قدم سويدي يجيد اللعب في مركز قلب الدفاع ويلعب حاليا في نادي بولونيا الإيطالي منذ 2011.

## روابط خارجية
- مايكل أنتونسون على موقع الاتحاد الدولي (مؤرشف)  (الإنجليزية)
- مايكل أنتونسون على موقع الاتحاد الأوربي (الإنجليزية)
- مايكل أنتونسون على موقع قاعدة بيانات كرة القدم.إي يو (الإنجليزية)
- مايكل أنتونسون على موقع ناشيونال فوتبول تيمز (الإنجليزية)
- مايكل أنتونسون على موقع Soccerbase.com (لاعب) (الإنجليزية)
- مايكل أنتونسون على موقع Soccerway.com (الإنجليزية)
- مايكل أنتونسون على موقع عالم كرة القدم.نت (الإنجليزية)
- مايكل أنتونسون على موقع AS.com (الإسبانية)